# Mogurnda aurifodinae
Mogurnda aurifodinae är en fiskart som beskrevs av Gilbert Percy Whitley, 1938. Mogurnda aurifodinae ingår i släktet Mogurnda och familjen Eleotridae. Inga underarter finns listade i Catalogue of Life.